# Marisa Nicchi
Marisa Nicchi (Grosseto, 13 settembre 1954) è una politica e attivista italiana.

## Biografia
Vive a Firenze, città in cui si è laureata in Filosofia. È attivista di vari movimenti e associazioni femministe, ambientaliste e per i diritti civili. È fondatrice delle associazioni "Il giardino dei ciliegi" e "Comitato per la libertà femminile e la laicità dello Stato".

## Attività politica
È stata segretaria regionale della Federazione Giovanile Comunista Italiana, poi dirigente regionale e nazionale del Partito Comunista Italiano. Nel 1992 è nell'esecutivo regionale del Partito Democratico della Sinistra ed è eletta consigliere regionale in Toscana nel 1995 e rieletta con i DS nel 2000.
Nel maggio 2006 è eletta deputata alla Camera con la lista L'Ulivo. L'anno successivo lascia i Democratici di Sinistra e aderisce al gruppo di Sinistra Democratica. Non confermata in Parlamento nel 2008 con La Sinistra l'Arcobaleno, nel 2009 aderisce al partito di Nichi Vendola Sinistra Ecologia Libertà.
Il 25 febbraio 2013 viene rieletta deputata con SEL.
Dal febbraio 2017, aderisce al gruppo parlamentare Articolo 1 - Movimento Democratico e Progressista, insieme ad altri 16 parlamentari provenienti da Sinistra Ecologia Libertà che hanno scelto di non aderire a Sinistra Italiana.
Nel 2018 non si ricandida alle elezioni politiche.